# 33. Kongresswahlbezirk von Kalifornien
Der 33. Kongresswahlbezirk von Kalifornien ist ein Wahlkreis für das Repräsentantenhaus der Vereinigten Staaten im Bundesstaat Kalifornien und wurde 1963 gebildet. Er deckt Teile des Los Angeles Countys ab, vor allem Teile von Los Angeles, Culver City und Baldwin Hills. Er wird derzeit von Karen Bass von der Demokratischen Partei im Repräsentantenhaus vertreten. Der Wahlbezirk ist einer der sichersten Wahlbezirke für die Demokraten in den Vereinigten Staaten.

## Wahlgänge
| Wahlergebnisse von Wahlen auf Bundesstaatsebene | Wahlergebnisse von Wahlen auf Bundesstaatsebene | Wahlergebnisse von Wahlen auf Bundesstaatsebene |
| ----------------------------------------------- | ----------------------------------------------- | ----------------------------------------------- |
| Jahr                                            | Amt                                             | Ergebnis                                        |
| 1992                                            | Präsident                                       | Clinton 63,0 - 23,6 %                           |
| 1992                                            | Senator                                         | Boxer 59,3 - 29,9 %                             |
| 1992                                            | Senator                                         | Feinstein 65,8 - 25,9 %                         |
| 1994                                            | Gouverneur                                      |                                                 |
| 1994                                            | Senator                                         |                                                 |
| 1996                                            | Präsident                                       |                                                 |
| 1998                                            | Gouverneur                                      |                                                 |
| 1998                                            | Senator                                         |                                                 |
| 2000                                            | Präsident                                       | Gore 82.6 - 14,9 %                              |
| 2000                                            | Senator                                         | Feinstein 81.7 - 11,4 %                         |
| 2002                                            | Gouverneur                                      | Davis 74.7 - 15,2 %                             |
| 2003                                            | Recall                                          | Nein 74.2 - 25,8 %                              |
| 2003                                            | Recall                                          | Bustamante 57.0 - 24,5 %                        |
| 2004                                            | Präsident                                       | Kerry 82.8 - 15,9 %                             |
| 2004                                            | Senator                                         | Boxer 83.5 - 11,7 %                             |
| 2006                                            | Gouverneur                                      | Angelides 69.4 - 25,6 %                         |
| 2006                                            | Senator                                         | Feinstein 83.7 - 10,8 %                         |
| 2008                                            | Präsident                                       | Obama 86.8 - 11,7 %                             |

## Liste der Representatives
| County                         | Representative        | Partei              | Amtszeit                           | Anmerkungen                                                                                                |
| ------------------------------ | --------------------- | ------------------- | ---------------------------------- | --- |
| Distrikt geschaffen            | Distrikt geschaffen   | Distrikt geschaffen | 3. Januar 1963                     | |
| San Bernardino                 | Harry R. Sheppard     | Democratic          | 3. Januar 1963 – 3. Januar 1965    | Redistricted vom 27. Kongresswahlbezirk Kaliforniens, zurückgetreten                                       |
| San Bernardino                 | Kenneth W. Dyal       | Democratic          | 3. Januar 1965 – 3. Januar 1967    | Verlor die Wiederwahl an Pettis                                                                            |
| San Bernardino                 | Jerry Pettis          | Republican          | 3. Januar 1967 – 3. Januar 1975    | Redistricted vom 37. Kongresswahlbezirk Kaliforniens                                                       |
| Los Angeles                    | Del M. Clawson        | Republican          | 3. Januar 1975 – 31. Dezember 1978 | Redistricted vom 23. Kongresswahlbezirk Kaliforniens, zurückgetreten                                       |
| Los Angeles                    | vakant                | vakant              | 31. Dezember 1978 – 3. Januar 1979 | |
| Los Angeles                    | Wayne R. Grisham      | Republican          | 3. Januar 1979 – 3. Januar 1983    | Verlor die Wiedernominierung an Paul R. Jackson                                                            |
| Los Angeles (östliche Vororte) | David Dreier          | Republican          | 3. Januar 1983 – 3. Januar 1993    | Redistricted vom 35. Kongresswahlbezirk Kaliforniens; Redistricted zum 28. Kongresswahlbezirk Kaliforniens |
| Los Angeles (Downtown L.A.)    | Lucille Roybal-Allard | Democratic          | 3. Januar 1993 – 3. Januar 2003    | Redistricted zum 34. Kongresswahlbezirk Kaliforniens                                                       |
| Los Angeles (Culver City)      | Diane Watson          | Democratic          | 3. Januar 2003 – Gegenwart         | Redistricted vom 32. Kongresswahlbezirk Kaliforniens, amtierend                                            |

## Belege
1. ↑  Statement of Vote (2000 President) (Memento vom 11. Juni 2007 im Internet Archive)
2. ↑  Statement of Vote (2000 Senator) (Memento vom 11. Juni 2007 im Internet Archive)
3. ↑  Statement of Vote (2002 Governor) (Memento vom 11. Juni 2007 im Internet Archive)
4. ↑   Statement of Vote (2003 Recall Question) (Memento vom 20. Mai 2011 im Internet Archive)
5. ↑   Statement of Vote (2003 Governor) (Memento vom 20. Mai 2011 im Internet Archive)
6. ↑   Statement of Vote (2004 President) (Memento vom 1. August 2010 im Internet Archive)
7. ↑   Statement of Vote (2004 Senator) (Memento vom 10. August 2011 im Internet Archive)
8. ↑   Statement of Vote (2006 Governor) (Memento vom 10. August 2011 im Internet Archive)
9. ↑   Statement of Vote (2006 Senator) (Memento vom 10. August 2011 im Internet Archive)
10. ↑  Statement of Vote (2008 President) (Memento vom 8. Juli 2009 im Internet Archive)